# Császári Lósi Pál
Császári Lósi Pál, Császári Losy Pál (Ötvöskónyi, 1771. január – Fülöpszállás, 1823. május 30.) református lelkész, tanár, író.

## Élete
Csurgói tanár volt és 1798-ban a jénai egyetemre ment; akit azután Csokonai Vitéz Mihály helyettesített a csurgói tanárságban. A kecskeméti református kollégiuma tanára volt 1802-től 1811-ig; ekkor fülöpszállási lelkész lett. Írt tankönyveket és színjátékokat, amelyeket kecskeméti diákjaival előadott. Három pusztabeli juhászoknak együtt való beszélgetések című drámáját 1804-ben adták elő egy lakodalmon.

## Munkái
- Deák grammatika magyarúl. Bécs, 1804.
- Deák olvasó-könyv, melyet a legalsóbb deák classisokhoz alkalmaztatva készített. Pest, 1805.